# Cleopatra (figlia di Borea)
Cleopatra (in greco antico: Κλεοπάτρα?, Kleopátra) è un personaggio della mitologia greca, era figlia di Borea e di Orizia. 

Cleopatra era sorella di Chione, Emo, Calaide (o Colai) e Zete.

## Mitologia
Fu la prima moglie di Fineo re dei Traci, dal quale ebbe Plexippo e Pandione. 

In seguito Fineo, innamoratosi di Idea, ripudiò Cleopatra. Sposò poi Idea, la quale, istigandolo, riuscì a convincerlo ad accecare i figli e ad imprigionarli insieme a Cleopatra. 

Ma gli Argonauti, attraccando sulla costa tracia per altri motivi ed informati del fatto, uccidono Fineo e liberano Cleopatra, che mette i due figli sul trono.